# Медяник Андрій Іванович
Андрій Іванович Медяник (18 січня 1985, Іскрівка, Полтавська область — 4 березня 2023, Бахмут, Донецька область) — український військовослужбовець, учасник російсько-української війни, кавалер ордена «За мужність».

## Життєпис
Народився 18 січня 1985 року в селі Іскрівка, Полтавської області. У 2001 році вступив до Полтавського технікуму де здобув спеціальність будівельника.
Після закінчення навчання в технікумі був призваний на строкову військову службу. 
У 2016 році підписав контракт та служив на захисті України до серпня 2020 року.
У квітні 2021 року знову повернувся до лав ЗСУ. Проходив службу в 77 ОАеМБр.

## Нагороди
- Орден «За мужність» II ступеня[2].
- Відзнака Президента України «За участь в антитерористичній операції».
- Медаль «За звитягу та вірність».